# Бузулук
Бузулук (рус. Бузулук) град је у Русији у Оренбуршкој области. Он је индустријски и културни центар Западног Оренбуржја. Према попису становништва из 2010. у граду је живело 82.655 становника, а 2020. године – 86.103.

## Етимологија
Бузулучко утврђење, које од 1781. има статус града, добило је свој назив по имену реке, притоке Самаре. Једни сматрају да назив реке Бузулук потиче од старотуркијског „бузук“, што значи „ледан“. Други пак сматрају да реч „Бузулук“ долази од тататрске речи „бозау“ (теле),односно од „бозаулык“, па да се дугогодишњом употребом трасформисала у Бузулук. Етнографи сматрају такво тумачење као најуверљивије, и то из неколико разлога. Прво, бројне насеобине у степској зони Југоисточне Европе носе називе који се од памтивека чувају у говору номадских племена. Друго, реке под називом Бузулук постоје и у другим степским крајевима, рецимо у Волгоградској и Дњепропетровској области, при чему се десна притока Дњепра доскора звала Базавлук. Треће, локалитет где се река Бузулук улива у Самару одиста представља згодно место за прегонску пашу, погогово што је скоро с трију страна окружено водом.

## Географија
Лежи на трима рекама: Самара, Бузулук и Домашка. Удаљен је 246 km од Оренбурга и 176 km од Самаре. Површина града износи 54,42 km².
Апсолутна висина територије града варира у интервалу од 70 до 75 m. Град, као и цела Оренбуршка област, припада часовној зони која је по међународном стандарду означена као Yekaterinburg Time Zone (YEKT).

## Историја
У Ричковљевој „Топографији Оренбуршке губерније“ садржан је и запис о предисторијату града: „По усменом предању, на месту Бузулука у древним временима био је татарски град Аулган, назван по имену Аулган-кана који је ту живео“ (Рычков 1887, с. 326). Град је основао И.К. Кирилов 1736. године као Бузулучко утврђење Самарске линије, и то у исто време кад је саграђено Сорочинско и Тоцко утврђење. Око Бузулучког утврђења био је широки земљани насип, ров и зидине од балвана са топовима на кулама. Имало је четири улаза: Оренбуршка, Јелшанска, Домашкинска и Самарска капија. Први насељеници утврђења били су: 478 уралских Козака , 19 Ногајаца и 47 разноразних припадника.
Године 1781. град је проглашен за среско место. Имао је 238 кућа и 571 становника. Становништво се бавило земљорадњом, ловом и риболовом. Према тврђењу историчара и етнографа, 17. септембра 1833. у граду је одседао Александар Пушкин. Касније, након изградње бузулучке железничке станице, овамо је долазио возом и Лав Толстој, који је више пута посећивао град.
Град се споро развијао. Године 1862. бројао је 8563 становника; имао је 304 трговинске радње, 5 цркава и 2 манастира. Сваке године, од 1. до 8. октобра, у граду су одржавани вашари и пијаце, а ту су долазили трговци из Самаре, Оренбурга, Казања , Уфе и других градова. Локално становништво је трговало стоком, житом, платном, ланом и конопљом.
На размеђу 19. и 20. века у граду ничу индустријска предузећа. Углавном су то били мањи погони полузанатског типа: воскарнице, циглане, погони за прераду коже, производњу алкохолних пића, за топљене животињске масти, за производњу чврстих сапуна, као и парни млин. Касније настаје Никитинска фабрика за израду предмета од ливеног гвожђа, као и фабрика пољопривредних справа и алата.
Овде је 10. новембра 1917. била формирана совјетска власт, а град је убрзо постао прави бастион Цвеногардејаца, односно центар за мобилизацију револуционарних снага за борбу против Беле гарде .
У време Великог отаџбинског рата на бази совјетско-чехословачких споразума о заједничким акцијама у рату против Немачке од 18. јула и 27. септембра 1941. у граду је започето формирање прве иностране војне јединице на територији СССР под називом 1. Независни Чехословачки батаљон. Његово коначно формирање било је завршено у јулу 1942. На челу батаљона је био Лудвик Свобода. Касније, батаљон је прерастао у 1. Чехословачки амијски корпус, који је послужио као темељ Народне Армије Чехословачке Социјалистичке Републике (ЧССР). Вративши се након рата у Бузулук, Лудвик Свобода је одликовао град орденом „Црвена звезда ЧССР“ и записао у књизи утисака: „Сваки Чех и сваки Словак маштају да бораве у Бузулуку“.
У данашње време, то је град нафташа. Прве тоне нафте на Покровском лежишту биле су извађене 1961. Та нафтна бушотина стекла је статус првооткривача великог нафтног блага Оренбуржја.

## Становништво
Према прелиминарним подацима са пописа, у граду је 2010. живело 82.655 становника, 4.631 (5,31%) мање него 2002. На дан 1. јануара 2020. број стално настањених људи у граду износи 86.103.
| 1939.  | 1959.  | 1970.  | 1979.  | 1989.  | 2002.  | 2010.  | 2020.  |
| ------ | ------ | ------ | ------ | ------ | ------ | ------ | ------ |
| 42.430 | 54.851 | 67.091 | 76.013 | 83.994 | 87.286 | 82.904 | 86.103 |

## Привреда
1960-тих година започело се са разрадом бузулучких лежишта нафте и гаса, а 1973. бузулучка нафта путем магистралног нафтовода „Дружба“ испоручује се на међународно тржиште. Град је понео епитет нафташке престонице Оренбуржја. Осим предузећа нафтне индустрије, у граду постоје фабрике кожне галантерије, рукавица, намештаја, погони за шивење разних артикала, као и два предузећа машинске индустрије. У августу 2005. град је проглашен за најуспешнији муниципалитет Оренбуршке области по критеријуму економских показатеља развоја.
Град има богату мрежу здравствених установа, више од 40 болница и болничких одељења.

## Знаменитости
Два најпрепознатљивија симбола града јесу: здање бивше женске гимназије (1901) и оближњи Водоторањ (1904), које је у псеудоготичком стилу пројетовао архитекта Јан Адамс.
Посебну знаменитост чини Бузулучки историјско-етнографски музеј (здање с почетка 20. века), у којем је између осталог похрањена уметничка збирка овдашњег сликара Филипа Маљавина, збирка старих самовара, сарматских мачева и др.
Засебну архитектонску целину чини Мушка реална гимназија (1911), која је саграђена у стилу „руска ренесанса“.
Најстарији у граду православни храм јесте Свето-тихвински женски манастир (1857), у који је 2001. пренесена Тихвинска икона Мајке Божије из Тројице-Сергијеве лавре. Ту је и Катедрални сабор Николаја Чудотворца (с почетка 20. века), који је тек 1990-тих рестауриран и предат верницима на коришћење.
Зграда Музичке школе је из 1913, а саграђена је у стилу „руска модерна“.
Посебан архитектонски рарирет у граду представља здање Централне рејонске болнице (1957), јер се ова атрактивна зграда убраја у тзв. стаљинке.

## Спорт
- Фудбалски клуб „Нефтјаник“
- Фудбалски клуб „Авангард“
- Фудбалски клуб „Водник“
- Женски фудбалски клуб „Бузулучанка“
- Хокејашки клуб „Кристал“
- Рвачки клуб „Прометеј“
- Спортски коњички клуб „Бузулукскиј“
- Боксерски центар
- Бузулучки аероклуб